# Maruyama Banka

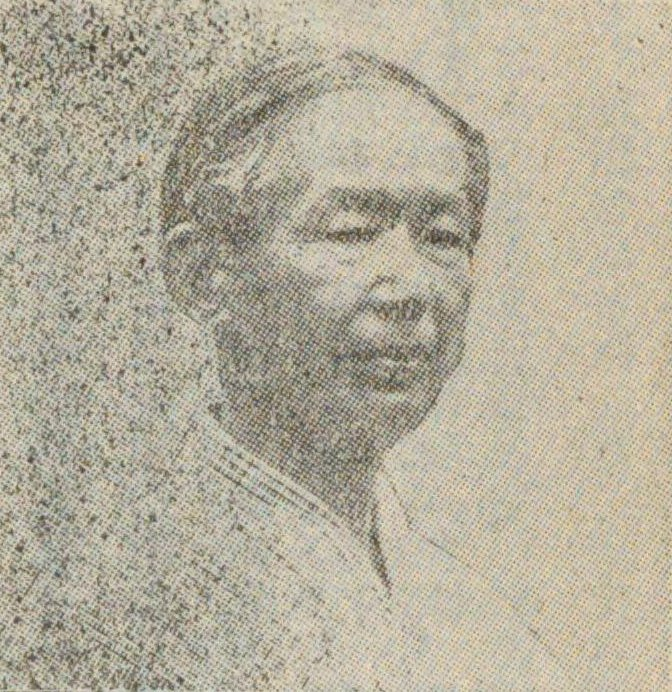
Maruyama Banka

Maruyama Banka (japanisch 丸山 晩霞; geboren 5. Juni 1867 in Nezu (Provinz Shinano); gestorben 4. März 1942 daselbst) war ein japanischer Aquarellmaler, bekannt für seine Berglandschaften.

## Leben und Wirken

### Frühe Jahre
Maruyama Banka studierte zunächst Nanga-Malerei unter Kodama Katei (児玉 果亭; 1841–1913), aber im Alter von 17 Jahren strebte er danach, ein Maler im westlichen Stil zu werden. Er zog nach Tokio, wo er in die Malakademie „Kanga Gakusha“ (勧画学舎) eintrat, um Ölmalerei zu studieren. Mit 19 Jahren kehrte er vorübergehend in seine Heimatstadt zurück und arbeitete als Vertretungslehrer an einer Grundschule. Mit 21 ging er wieder nach Tokio und studierte an der „Shōgidō“ (彰技堂), die von Honda Kinkichirō (本多 錦吉郎; 1851–1921) geleitet wurde. Ein Vorgänger an der Schule war Asai Chū (1856–1907), weiter studierten dort u. a. Ogawa Usen (1868–1938), Oka Seiichi (岡 精一; 1868–1944) und Shimomura Izan (下村 為山; 1865–1949).
„Shōgidō“ wurde jedoch bald geschlossen und aufgrund familiärer Umstände kehrte Murayama im Alter von 23 Jahren wieder in seine Heimatstadt zurück. Er half im Familienunternehmen, Seidenraupeneier zu verkaufen, und stellte Ölgemälde auf der „3. Nationalen Industrieausstellung“ (第３回内国勧業博覧会, Dai 3-kai naikoku kangyō hakurankai) in dem Jahr aus. In der Zeit erhielt er vom Oberpriester des Tempels Jōtsu-in (定津院), wo er 100 Tage Übungen absolvierte, den buddhistischen Namen „Banka Tenshū“ (晩霞 天秀) und nannte sich seitdem „Banka“.
Im Jahr 1893, als Maruyama 28 Jahre alt war, traf er den Maler Yoshida Hiroshi, während er sich in Numata, Präfektur Gunma, aufhielt, um im Familienunternehmen zu helfen. Yoshida war neun Jahre jünger als Banka, so war er erstaunt über Yoshidas detaillierte und realistische Aquarelltechnik. Unter dem Einfluss von Yoshida stellte Banka 25 Aquarelle auf der Ausstellung zum Gedenken an den 10. Jahrestag der Gründung der „Meiji Western Painting Society“ (明治洋画会; Meiji Yōga-kai) im Jahr 1909 aus. Außerdem lernte er durch Yoshidas Vermittlung Miyake Katsumi (三宅 克己; 1874–1954) kennen, der gerade aus Europa zurückgekehrt war.

### Spätere Jahre
1900 reiste Maruyama zusammen mit Mitsutani Kunishiro, Kanokogi Takeshirō und Kawai Shinzō (河合 新蔵; 1867－1936) in die Vereinigten Staaten. Zusammen mit Hiroshi veranstalteten sie Ausstellungen in Boston und Washington, D.C. Die Werke verkauften sich gut, und alle verdienten viel Geld und reisten anschließend nach Europa. 1901 kehrte Maruyama allein nach Japan zurück und danach gründete ein Studio in seiner Heimatstadt. Er beteiligte sich im folgenden Jahr an der Gründung der Künstlergemeinschaft „Taiheiyō Gakai“ (太平洋画会). Er löste Miyake in der Ausbildungsstätte „Komoro Gijuku“ (諸義塾) ab und unterrichtete dort Zeichnen.
1903 zog Maruyama auf Einladung von Ōshita Tōjirō (大下 藤次郎; 1870–1911) nach Tokio, wo er jüngere Generationen an der Ausbildungsstätte der „Taiheiyō Gakai“ unterrichtete. Darüber hinaus war er an der Redaktion des von Ōshita herausgegebenen Kunstmagazins „Mizue“ (みずゑ) beteiligt und förderte so die Entwicklung der Aquarellmalerei in Japan. Er konnte auf der 1. Bunten-Ausstellung. 1907 und auf der 2. Ausstellung im Folgejahr Bilder zeigen. 1911 reiste er noch einmal nach Europa. Nach seiner Rückkehr veranstaltete er im Imperial Hotel eine Ausstellung mit in Europa geschaffenen 258 Werken. Er beteiligte sich an der Gründung der „Japan Watercolor Painting Society“ (日本水彩画会, Nihon suisaiga-kai) im Jahr 1913 und stellte anschließend dort aus.
1917 reiste Maruyama auf die koreanische Halbinsel, 1923 nach Qingdao im China, nach Südostasien und Indien. Darüber hinaus wurden ab etwa 1915 Aquarellbilder auf Rollen montiert und als „Shin-Nihonga“ vertrieben. Er schuf weiterhin Werke in verschiedenen Teilen der Präfektur und begann allmählich, prächtige Alpenlandschaften zu zeichnen. 1936 baute er in Nezu, seiner Heimatstadt, ein neues Atelier, „Hagoromo-sō“ (羽衣荘). Aber sein Gesundheitszustand verschlechterte sich während einer Reise in die Südsee im Frühjahr desselben Jahres. Er starb 1942 im Alter von 76 Jahren.
Zu Maruyamas Schülern gehören unter anderem Kōzu Kōjin (神津 港人; 1889–1978), Satō Takezō (佐藤 武造; 1891–1972), Koyama Shūji (小山 周次; 1885–1967) und Seki Harukaze (関 晴風; 18881–957).

## Bilder

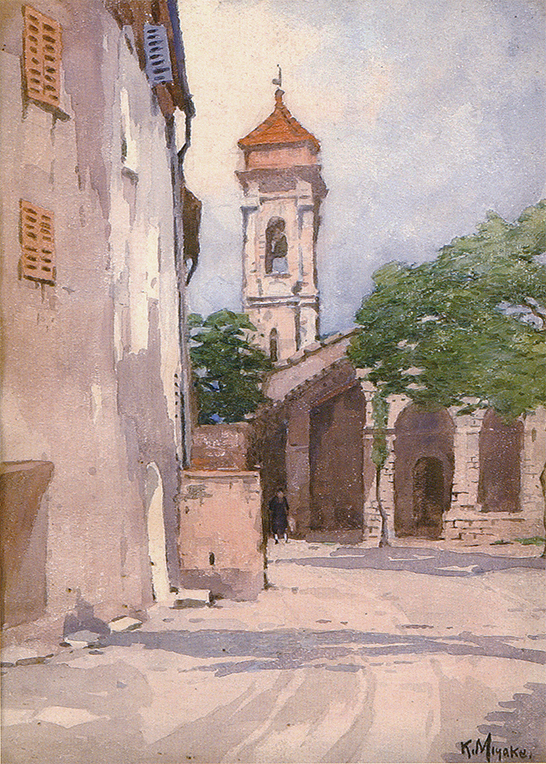
Kirche
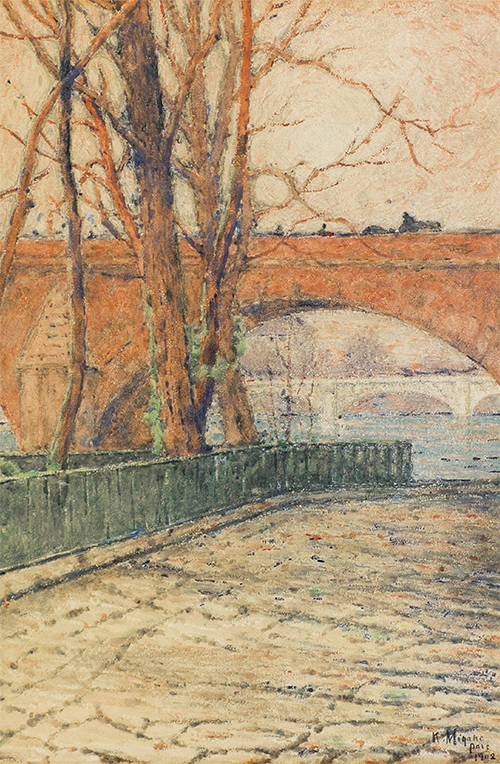
Paris
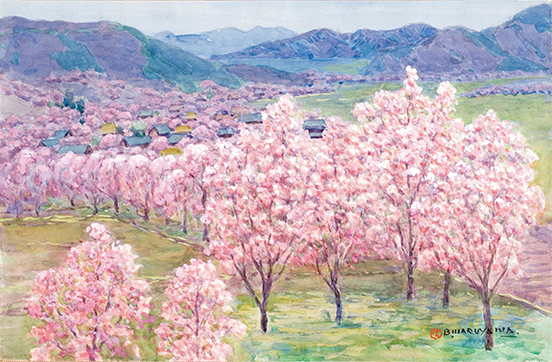
Blühende Bäume
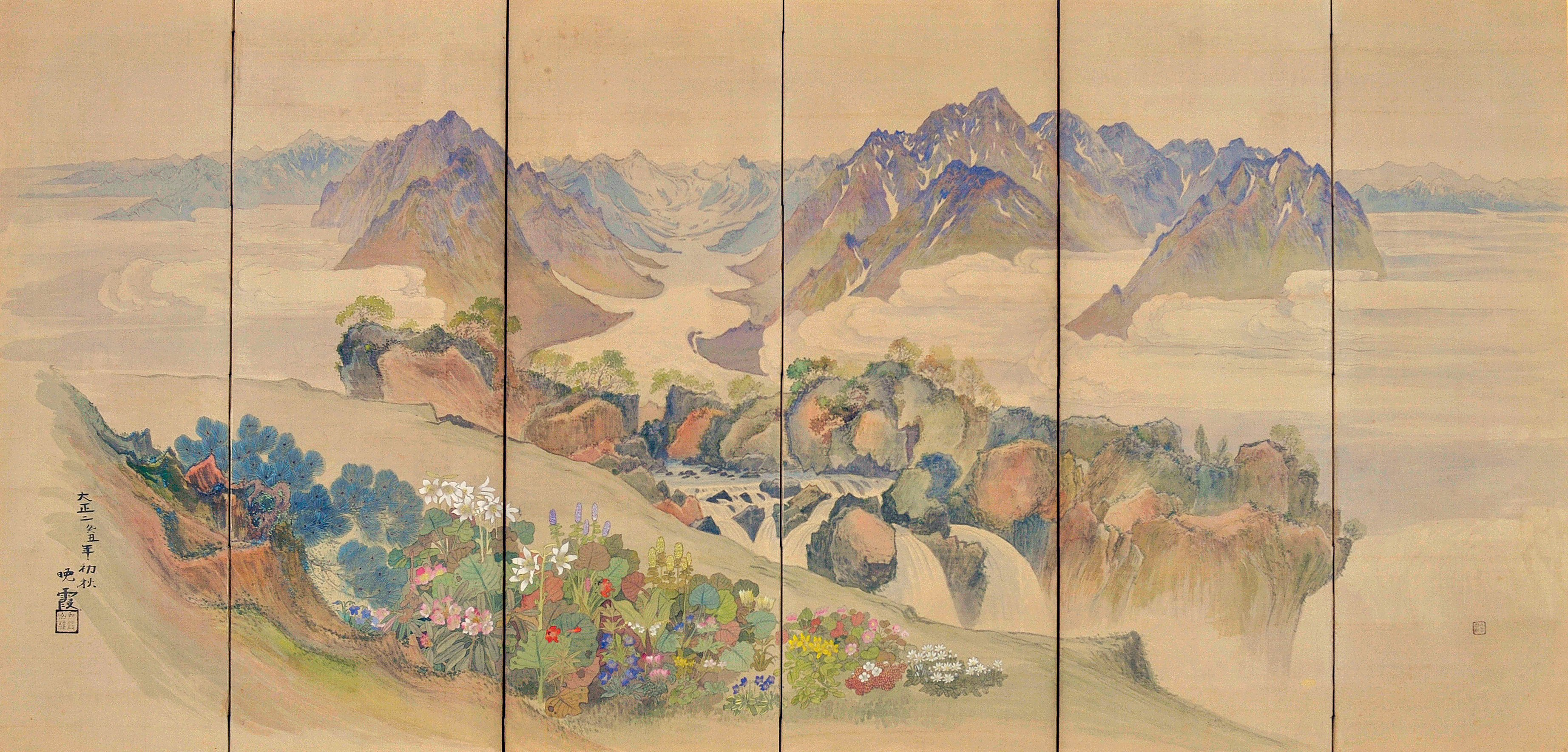
Berglandschaft
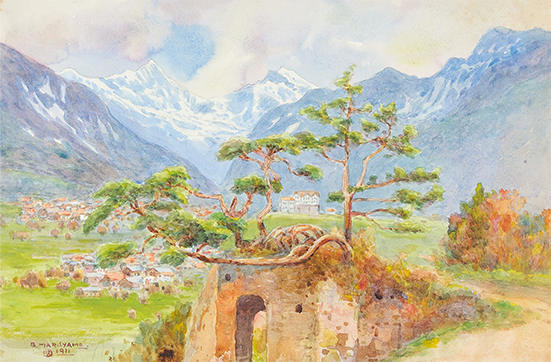
Berglandschaft mit Ruine